# ريتشارد كواين
ريتشارد كوين (بالإنجليزية: Richard Quine)‏ هو كاتب أغاني وكاتب سيناريو ومخرج وشاعر وممثل أمريكي، ولد في 12 نوفمبر 1920 بديترويت في الولايات المتحدة، وتوفي في 10 يونيو 1989 بلوس أنجلوس في الولايات المتحدة.

## أعمال

### أفلام
- (1948) القيادة العليا

## وصلات خارجية
- ريتشارد كواين على موقع IMDb (الإنجليزية)
- ريتشارد كواين على موقع الموسوعة البريطانية (الإنجليزية)
- ريتشارد كواين على موقع ألو سيني (الفرنسية)
- ريتشارد كواين على موقع ميوزك برينز (الإنجليزية)
- ريتشارد كواين على موقع تيرنر كلاسيك موفيز (الإنجليزية)
- ريتشارد كواين على موقع أول موفي (الإنجليزية)
- ريتشارد كواين على موقع قاعدة بيانات برودواي على الإنترنت (الإنجليزية)
- ريتشارد كواين على موقع قاعدة بيانات الأفلام السويدية (السويدية)
- ريتشارد كواين على موقع إن إن دي بي (الإنجليزية)
- ريتشارد كواين على موقع قاعدة بيانات الفيلم (الإنجليزية)